# Kafir Yasif
Kafir Yasif (hebreiska: Kafr Yāsīf, כפר יסיף) är en ort i Israel.   Den ligger i distriktet Norra distriktet, i den norra delen av landet. Kafir Yasif ligger 59 meter över havet och antalet invånare är 8 308.
Terrängen runt Kafir Yasif är platt åt sydväst, men åt nordost är den kuperad.Runt Kafir Yasif är det ganska tätbefolkat, med 90 invånare per kvadratkilometer. Närmaste större samhälle är Akko, 8,5 km väster om Kafir Yasif. Trakten runt Kafir Yasif består till största delen av jordbruksmark.